# 코히마르

코히마르(Cojimar)는 쿠바 아바나 동쪽에 위치한 어촌이다. 어니스트 헤밍웨이가 쓴 《노인과 바다》의 배경으로 잘 알려져 있다. 아바나에서 차로 채 1시간이 걸리지 않는 작은 어촌 마을이다. 헤밍웨이가 약 20년간 마을에 머물면서 작품을 집필하였고 그가 자주 갔던 술집인 '테라자'레스토랑에는 그가 즐겨 앉았던 자리가 잘 보존되어 있다.